# 扉-TO VILLA-
『扉 -TO VILLA-』（とびら）は、JFN加盟の各局で放送されていた深夜のワイド番組である。放送時間は毎週月曜 - 木曜の25:00 - 28:00。

## 概要
TOKYO FMをはじめとするJFN各局ではこれまで、この枠では25:00から『やまだひさしのラジアンリミテッドDX』が、27:00から『DAY BREAK』(一部局を除く)が放送されてきた。
2010年4月からは東阪の様々なDJが出演し、いろんな音楽の〝扉〟を開いていく番組が始まった。なお、『DAY BREAK』の28時台の枠は『音楽自由区。』になった。
また、TOKYO FMでは制作局（水除く）でありながら、放送休止や飛び乗りなどが行われる場合があり、その場合は裏送りまたはネット休止となる。
2011年3月31日をもって放送を終了した。これにともない、FM OSAKAは3年半ぶりにローカル編成へと戻り、水曜日DJを担当していたRIOは引き続き『rpm』のDJを担当する。

## パーソナリティ
- 月：堀内貴之[3]
  - 月曜日のみ「扉-TO VILLA- Radio Rover （レイディオ・ローヴァー）」とコールする。開始から半年の堀内の出演は「東京ガベージコレクション」の直前CM枠前までなので他曜日よりも出演時間が30分近く短かったが、「ガベージコレクション」が枠移動したため、他曜日同様最後まで出演している。
- 火：小川もこ[4]
- 水：RIO
- 木：山内トモコ＆スペシャルDJ（週変わり）[5]

## コーナー

### 月曜日
2010年9月27日まで
- 東京ガベージコレクション - 27:26頃 - 27:51頃。コーナーDJの平山夢明とレギュラーゲスト京極夏彦のフロート番組。京極はゲスト扱い。2009年10月5日から2010年3月29日までエフエム東京ローカルで放送された『バッカみたい 聴いてランナイ!』の全国ネット拡大版になる。2010年9月27日をもって全国ネット放送終了。その後は東京ローカルに戻って継続。

### 木曜日
- Midnight Driving - 雑誌『CAR and DRIVER』と連動したコーナー。東京ローカルだった番組『山内トモコのTOKYOエンタテイメント・ステーション』にも同様のコーナーがあった。

## ネット局

### フルネット局
| - TOKYO FM(制作局) - FM青森 - FM秋田 - FM岩手 - Date fm - Rhythm Station - ふくしまFM - FMぐんま - RADIO BERRY - FM長野 - FMとやま - K-mix - FM AICHI - Radio80 | - radio CUBE - Kiss-FM KOBE（月-木のみ放送） - FM岡山 - V-air - HFM - FMY - FM香川 - FM徳島 - Hi-Six - FM佐賀 - fm nagasaki - Air-Radio FM88 - JOY FM - μFM |

### 飛び乗り局
- Hi-Six（26:00飛び乗り）
- Kiss-FM KOBE（木、27:00飛び乗り）

### 飛び降り局
- K-MIX（27:00飛び降り、27:00 - 29:00はK-MIX制作番組の再放送。）
- JOEU-FM（27:00飛び降り、以後翌朝6:00まで放送休止）